# Egon Ledeč
Egon Ledeč (16. března 1889, Kostelec nad Orlicí – 16. října 1944, koncentrační tábor Osvětim) byl český houslista a skladatel židovského původu.

## Život a činnost
Egon Ledeč se narodil 16. března 1889 v Kostelci nad Orlicí, jeho rodiči byli Samuel Ledeč (1855–1926) a Luisa, rozená Stiassny (1853–1892). Byl nejmladším ze tří dětí. Po matčině smrti se jeho otec oženil s Marií Blochovou (1863–1942) a měl s ní další děti. 
Po studiu hry na housle na Pražské konzervatoři nastoupil do České filharmonie a současně studoval soukromě u houslistů Otakara Sevčíka a Karla Hoffmanna.
Za nacistické okupace byl Ledeč deportován do Terezína, kde byl jedním z hudebníků táborového orchestru. V propagandistickém filmu Terezín. Dokumentární film z židovského sídelního území hrál na pozici koncertního mistra pod taktovkou Karla Ančerla.
16. října 1944 byl společně s manželkou Annou, Gideonem Kleinem, Viktorem Ullmannem, Rafaelem Schächterem a Franzem Eugenem Kleinem transportován do Osvětimi, kde byli všichni, s výjimkou Gideona Kleina, po příjezdu zavražděni. Gideon Klein zemřel v lednu 1945 při likvidaci tábora Fürstengrube.
Během holokaustu zahynula jeho nevlastní matka, bratr Felix i sestra Irma, provdaná Fischerová. 